# Aulacophora orientalis
Aulacophora orientalis es un insecto coleóptero de la familia Chrysomelidae.
Fue descrita científicamente por primera vez en 1788 por Hornstedt.